# Jan Middendorp
Jan Middendorp (* 9. April 1956; † 8. Dezember 2023) war ein niederländischer Autor und Gestalter. Große Bekanntheit erlangte er vor allem durch die Publikation von Dutch type, einem Kompendium niederländischer Schriftgestaltung – das nach seiner Erstveröffentlichung, 2004, innerhalb kurzer Zeit ausverkauft war.

## Auszeichnungen, Ehrungen
- 2023: TDC Medal (Type Directors Club, New York)

## Veröffentlichungen
- Dutch type. 010 Publishers, Rotterdam 2004, ISBN 90-6450-460-1.
- mit Erik Spiekermann: Made with FontFont. BIS Publishers, Amsterdam 2006, ISBN 90-6369-129-7.
- Creative Characters: The MyFonts interviews, vol. 1. BIS Publishers, Amsterdam 2010, ISBN 978-90-6369-224-7.
- mit TwoPoints.Net.: Type Navigator: The Independent Foundries Handbook. Gestalten, Berlin 2011, ISBN  978-3-89955-551-6.
- Shaping Text: Type, Typography and the Reader. BIS Publishers, Amsterdam 2012, ISBN 978-90-6369-223-0.
- Dutch type: 2004 edition reprint. Druk Editions, 2018, ISBN 978-3-9820037-0-2.